# Propulsor beta

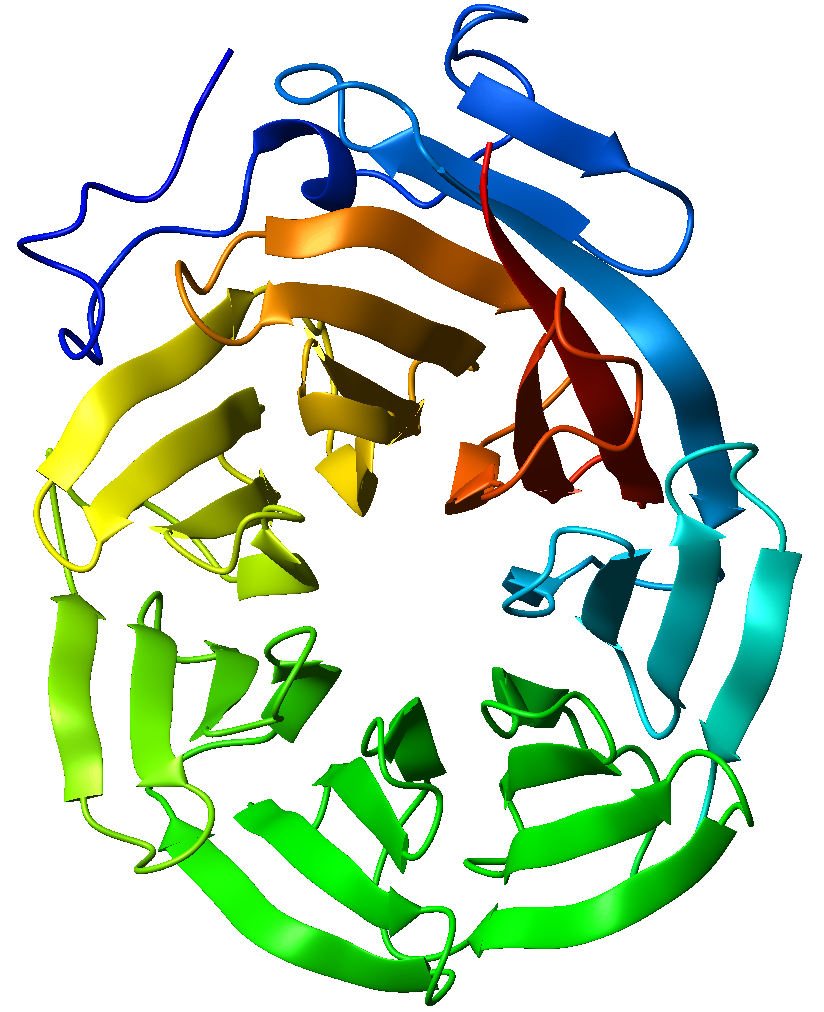
Diagram de cintas del dominio C-terminal WD40 de Tup1 (un co-represor transcripcional en levaduras), que adopta la forma de un propulsor beta de 7 láminas. Las cintas están coloreadas desde el azul (N-terminal) al rojo (C-terminal).

Un propulsor beta (beta propeller en inglés) es un tipo de arquitectura de proteínas con conformación β caracterizada por 4 a 8 láminas β dispuestas alrededor de un eje central, en forma de toroide. Cada una de las hojas generalmente tiene cuatro láminas beta antiparalelas dobladas de tal forma que la primera y cuarta lámina son casi perpendiculares entre sí. El sitio activo de la enzima se encuentra a menudo en la hendidura formada en el centro del propulsor por bucles que conectan los sucesivos motivos de cuatro láminas.

## Ejemplos
La proteína neuraminidasa del virus de la gripe es un propulsor beta de seis láminas cuya forma activa es un tetrámero. Es una de las dos proteínas presentes en la envoltura vírica y cataliza la escisión del ácido siálico de proteínas de la membrana celular para ayudar en la orientación de los nuevos viriones producidos a las células no infectadas. 
Los dominios WD40, también conocidos como repeticiones beta-transducina, son cortos fragmentos encontrados principalmente en eucariotas. Con frecuencia se ensamblan en 4 a 16 unidades repetidas para formar un dominio estructural crítico para interacciones proteína-proteína.